# Puccinia puttemansii
Puccinia puttemansii ist eine Ständerpilzart aus der Ordnung der Rostpilze (Pucciniales). Der Pilz ist ein Endoparasit von Panicum-Hirsen. Symptome des Befalls durch die Art sind Rostflecken und Pusteln auf den Blattoberflächen der Wirtspflanzen. Sie kommt in Südamerika und der Karibik vor.

## Merkmale

### Makroskopische Merkmale
Puccinia puttemansii ist mit bloßem Auge nur anhand der auf der Oberfläche des Wirtes hervortretenden Sporenlager zu erkennen. Sie wachsen in Nestern, die als gelbliche bis braune Flecken und Pusteln auf den Blattoberflächen erscheinen.

### Mikroskopische Merkmale
Das Myzel von Puccinia puttemansii wächst wie bei allen Puccinia-Arten interzellulär und bildet Saugfäden, die in das Speichergewebe des Wirtes wachsen. Aecien oder Spermogonien der Art sind nicht bekannt. Die zimtbraunen Uredien der Art wachsen unterseitig auf den Blättern der Wirtspflanzen. Ihre goldenen bis hell zimtbraunen Uredosporen sind breitellipsoid bis eiförmig, 22–24 × 20–24 µm groß und fein stachelwarzig. Die blattunterseitig wachsenden Telien der Art sind schwarzbraun und früh unbedeckt. Die tief goldenen bis hell haselnussbraunen Teliosporen sind zweizellig, in der Regel langellipsoid bis keulenförmig und 34–37 × 20–24 µm groß. Ihre Stiele sind gelblich und bis zu 30 µm lang.

## Verbreitung
Das bekannte Verbreitungsgebiet von Puccinia puttemansii umfasst Brasilien und Trinidad.

## Ökologie
Die Wirtspflanzen von Puccinia puttemansii sind Panicum millegrana, P. selowii und P. sciurotis. Der Pilz ernährt sich von den im Speichergewebe der Pflanzen vorhandenen Nährstoffen, seine Sporenlager brechen später durch die Blattoberfläche und setzen Sporen frei. Die Art verfügt über einen Entwicklungszyklus, von dem bislang lediglich Telien und Uredien sowie deren Wirt bekannt sind; Spermogonien und Aecien konnten dem Pilz nicht zugeordnet werden.